# Oldenlandia ichthyoderma
Oldenlandia ichthyoderma är en måreväxtart som beskrevs av Georg Cufodontis. Oldenlandia ichthyoderma ingår i släktet Oldenlandia och familjen måreväxter. Inga underarter finns listade i Catalogue of Life.